# Stetson University
Die Stetson University ist eine private Universität in DeLand im US-Bundesstaat Florida. Inzwischen gibt es Außenstellen in Gulfport, Celebration und Tampa.

## Geschichte

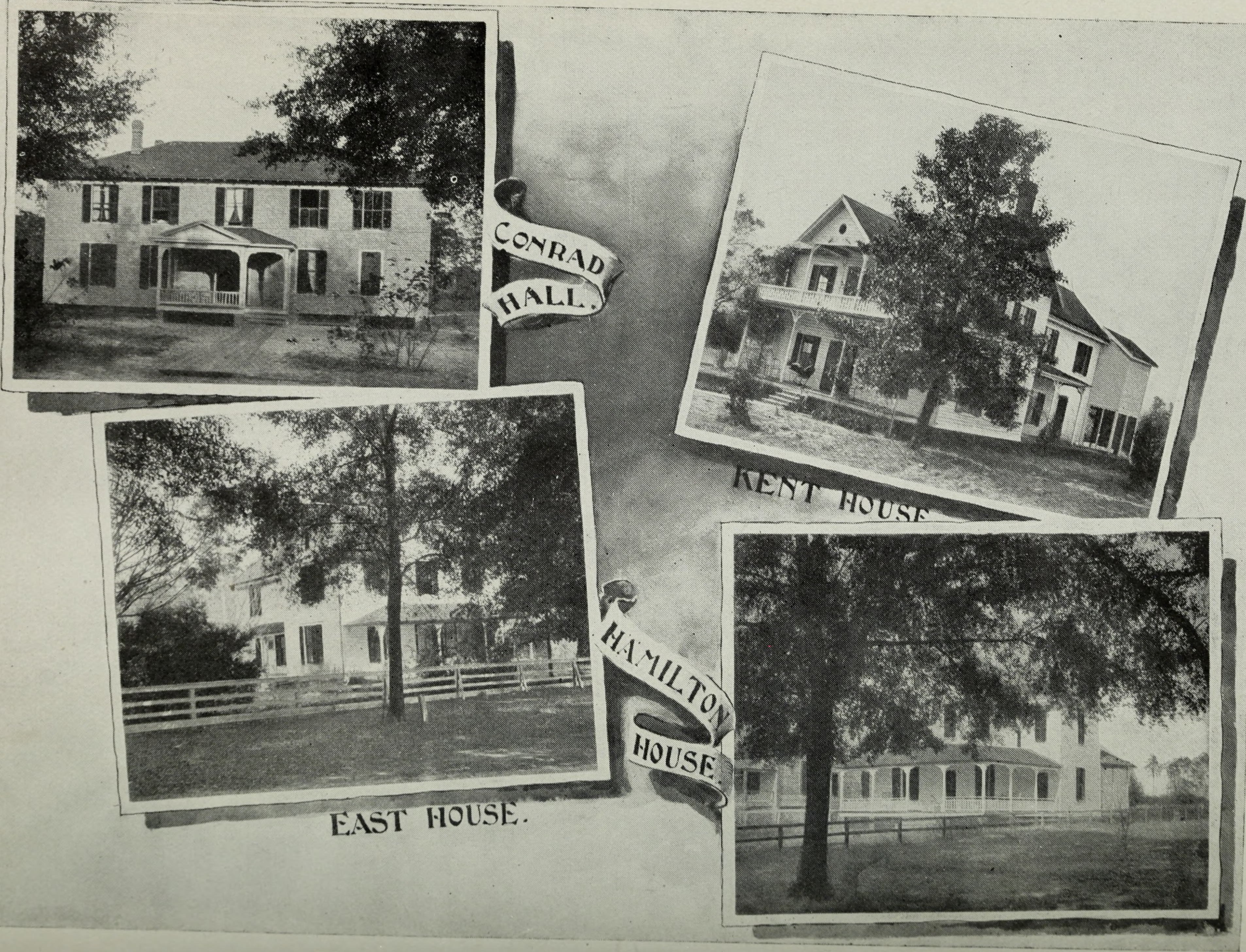

Am 5. November 1883 gründeten Henry A. DeLand und Dr. John H. Griffith die DeLand Akademie in einem Hörsaal der First Baptiste Church in DeLand. 1884 wurde die DeLand Hall eröffnet. Sie ist das älteste Gebäude Floridas, dass ohne Unterbrechung für die Bildung an einer Hochschule genutzt wird. 1885 wurde die Bildungseinrichtung in DeLand College umbenannt. John F. Forbes wurde der erste Präsident von ca. 300 Studenten. 1886 wurde  Stetson Hall gebaut, das Wohnheim für die Auszubildenden. 1887 erkannte Floridas Regierung DeLand College als Hochschule an. Die älteste Universitätszeitung Floridas Stetson Collegiate erschien zum ersten Mal. 1889 wurde die Ausbildungsstätte zum zweiten Mal umbenant. Ihr neuer Name war John B. Stetson University. Am 29. November 1894 fand das erste Footballspiel des Hochschulteams statt. 1897 wurde der erste Lehrplan der ältesten Business School Floridas erstellt.
Am 2. Oktober 1900 entstand Floridas erste juristische Fakultät, das Stetson University College of Law. 1905 wurden zum ersten Mal an einer juristischen Fakultät im Bundesstaat Frauen zugelassen. 1908 graduierte Floridas erste Anwältin. Die Carnegie Bibliothek wurde eröffnet. 1910 wurde die Sporthalle Cummings Gymnasium fertiggestellt. 1934 studierten ungefähr 2000 Personen an der Hochschule. 1935 ersetzte der wöchentlich erscheinende Stetson Reporter Stetson Collegiate als Informationsquelle. 1936 gab es in Florida zum ersten Mal eine Hochschule für Musik, the School of Music.
Am 20. September 1954 wurde die juristische Fakultät nach Gulfport verlegt. 1956 entstand die älteste Geografieabteilung im Sunshine State. 1956 fand das letzte Footballspiel gegen die Universität von Havanna statt. Ein Jahr später beschloss der Verwaltungsrat von Stetson das Programmende. 1962 unterrichteten die ersten afroamerikanischen Dozenten und die ersten afroamerikanischen Studenten begannen ihre Ausbildung an der Hochschule. 1964 ersetzte die duPont-Ball Library die alte Bibliothek. 1968 erhielt Stetson ein Schwimmbad. 1970 erschien die erste Ausgabe von Stetson Law Review. 1971 wurde der Model U.S. Senate der Stetson University als ältester Model-Senat der Vereinigten Staaten auf Hochschul-Ebene entwickelt. 1997 wurde ein Sport- und Freizeitzentrum für die Studierenden eröffnet.
2001 entstand in Celebration eine Zweigstelle der Stetson Universität. Sie war das erste Universitätsgelände im Osceola County. 2004 wurde das Law Center in Tampa die dritte Außenstelle der Hochschule. 2006 wurden die University Village Appartments gebaut. 2009 wurde die erste Präsidentin als neunte Leitung der Universität ernannt. 2010 hielt Clarence Thomas einen Vortrag an der juristischen Fakultät. 2012 wurde ein Trainingscenter für Sportler in Betrieb genommen und weitere Wohngebäude für Studenten als Appartements fertiggestellt. 2012 trat ein neues Maskottchen der Hatters, der Sportteams der Hochschule, zum ersten Mal auf. 2013 wurde ein ehemaliges Hotel zur University Hall umgebaut. Zum ersten Mal seit 1956 fand wieder ein Footballspiel mit Hatters-Beteiligung statt. 2015 begann das Institut für Wasser- und Umwelt-Resilienz seine Arbeit. 2016 wurden für die Studierenden im Marshall & Vera Lea Rinker Welcome Center wichtige Dienstleistungen angeboten und Räumlichkeiten zur Vergügung gestellt. Weitere Appartements wurden gebaut. 2017 wurde ein neues Hightech-Labor zur Verfügung gestellt. 2019 wurden die Boote und weiteres benötigtes Material der Ruderer der Uni sowie das Institut für Wasser- und Umwelt-Resilienz im neuen Sandra Stetson Aquatic Center untergebracht. 2021 wurde der erste lateinamerikanische Dekan der Musikhochschule ernannt.

## Präsidenten der Hochschule
- 1885–1904: John F. Forbes
- 1904–1934: Lincoln Hulley
- 1934–1947: William Sims Allen
- 1947–1967: J. Ollie Edmunds (der erste Student der Universität und bis einschließlich Juli 2025 auch der einzig, der auch ihr Präsident wurde)
- 1967–1969: Paul F. Geren
- 1970–1976: John E. Johns
- 1976–1987: Pope Duncan
- 1987–2009: H. Douglas Lee
- 1909–2020: Wendy Libby (die neunte Leitung der Ausbildungsstätte nach dem Gründer und die erste Präsidentin)[7]
- seit 2020: Christopher Roellke

## Studienangebote

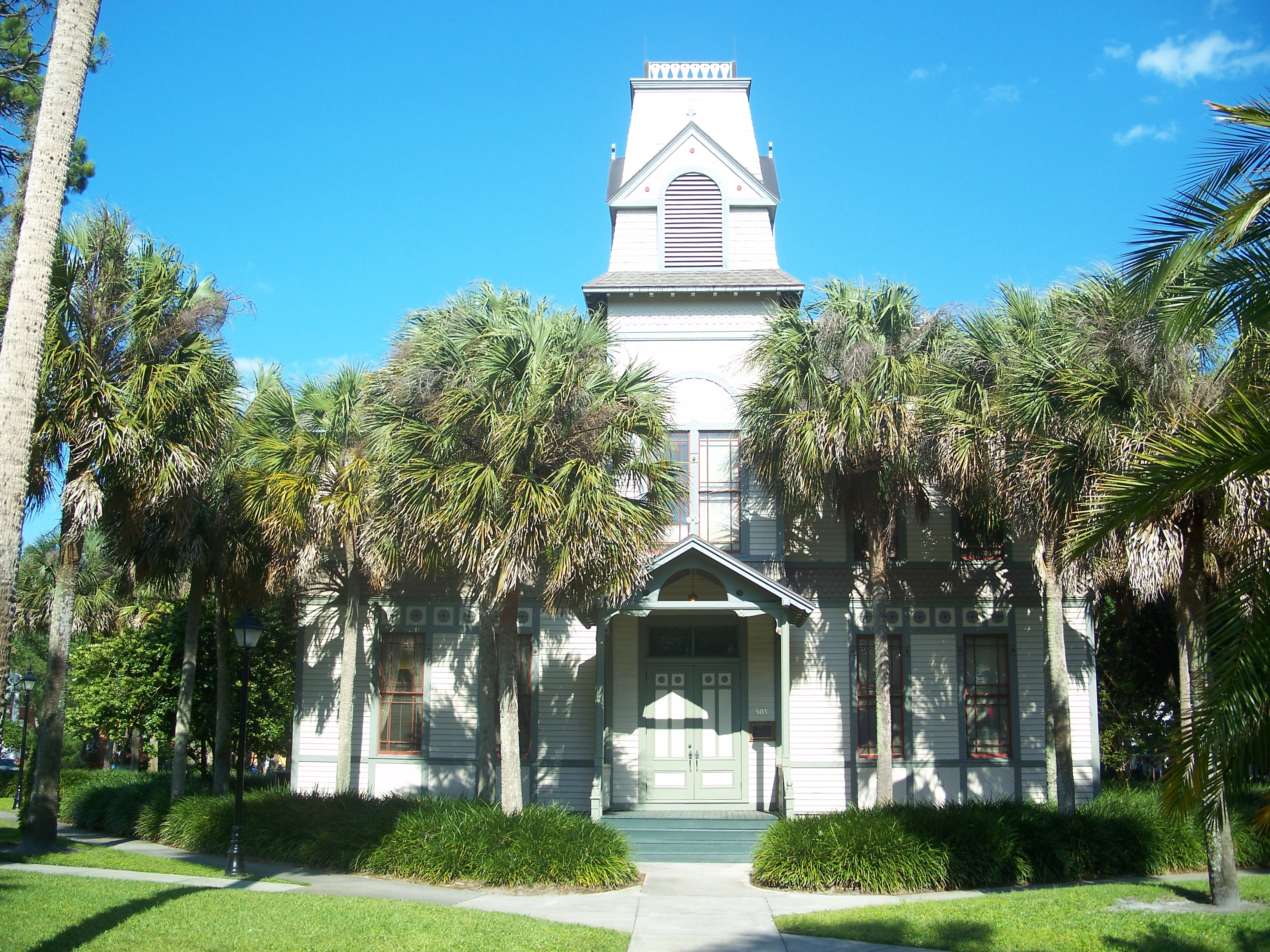

In den folgenden Fachbereichen werden verschiedene Studiengänge angeboten:
- Business Programs
- Counseling Programs
- Education Programs
- English Programs
- Law Programs[8]

## Sport
Da der Namensgeber der Hochschule Hutmacher war, nennen sich die Sportteams Hatters. Stetson ist Mitglied der National Collegiate Athletic Association (NCAA). Die Teams treten in der Division I der Atlantic Sun (ASUN) Conference, der Pioneer Football League und der Metro Atlantic Athletic Conference (MAAC) an.

## Bekannte Absolventen
- Pam Bondi (* 1965), Juristin und Politikerin
- Pat Cannon (1904–1966), Politiker
- Jacob deGrom (* 1988), Baseballspieler
- Joe Hendricks (1903–1974), Politiker
- Suzanne Kosmas (* 1944), Politikerin
- Ashley Moody (* 1975), Juristin und Politikerin